# Karl-Heinz König
Karl-Heinz König (* 27. März 1920 in Magdeburg; † nach 1979) war ein deutscher Schauspieler bei Bühne, Film und Fernsehen.

## Leben und Wirken
König erhielt seine künstlerische Ausbildung in der Frühphase des Zweiten Weltkriegs bei Agnes Windeck in Berlin. Dort gab er auch seinen Theatereinstand, war aber, vor allem in der Spätphase des Krieges, zumeist eingezogen. Nach 1945 folgten Verpflichtungen an Bühnen im österreichischen Linz und nach Wien, wo er an verschiedenen Spielstätten wirkte. Von 1964 bis 1968 war König Redakteur beim Süddeutschen Rundfunk, danach war er wieder als freischaffender Schauspieler tätig und versuchte sich als Bühnenregisseur. Mit Beginn der 1960er Jahre besaß die Fernseharbeit eine beträchtliche Bedeutung in seiner künstlerischen Tätigkeit. Dort verkörperte er jede Art von Charge. Gegen Ende der 1970er Jahre verschwand König wieder vom Bildschirm.

## Filmografie
- 1960: Am Abend ins Odeon
- 1960–61: Achtung, Vorhang auf (TV-Serie)
- 1965: Zeitsperre
- 1966: Freiheit im Dezember
- 1966: Zehn Prozent
- 1970: Die Barrikade
- 1970: Das Chamäleon
- 1970: Hamburg Transit (TV-Serie, Folge: Ticket nach Rio)
- 1972: Vier gegen das britische Pfund
- 1972: Das Geheimnis der Mary Celeste
- 1972: Wenn der Hahn kräht
- 1973: Neues vom Kleinstadtbahnhof (eine Folge)
- 1973: Zwischen den Flügen (eine Folge)
- 1974: Eine geschiedene Frau
- 1975: Motiv Liebe (TV-Serie, Folge: Heimkehr)
- 1978: Spannende Geschichten (eine Folge)
- 1976, 1979: PS (zwei Folgen)
- 1979: St. Pauli-Landungsbrücken (eine Folge)